# 长梗大青
长梗大青（学名：Clerodendrum peii）是马鞭草科大青属的植物，是中国的特有植物。分布于中国大陆的云南等地，生长于海拔1,400米至2,400米的地区，常生于沟边、路旁以及阴湿林中，目前尚未由人工引种栽培。

## 别名
长柄臭牡丹（云南植物志）